# Iwona Matuszkiewicz

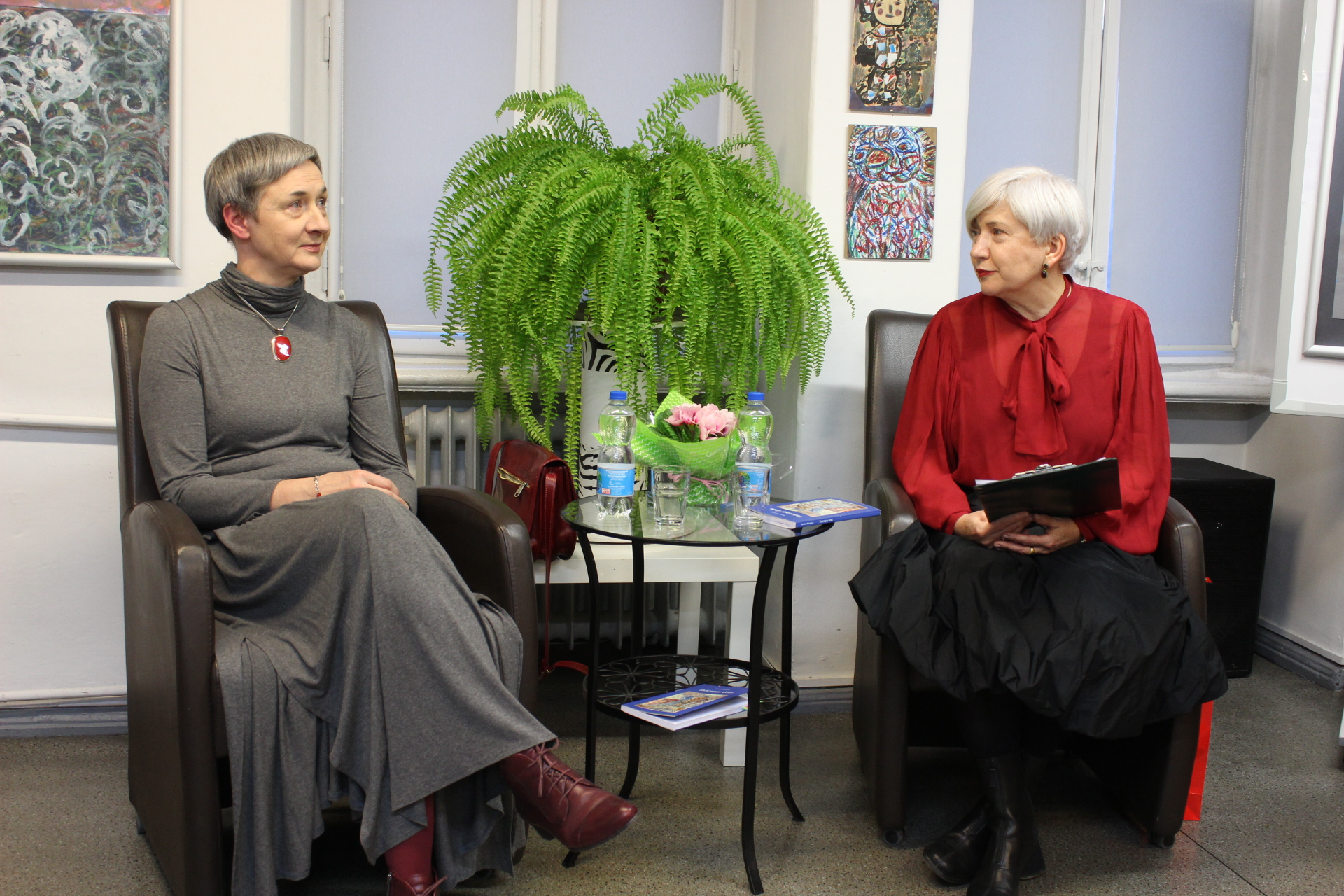
Iwona Matuszkiewicz i Klaudia Lutosławska-Nowak, Kłodzko

Iwona Matuszkiewicz (również Iwona Mesjasz, ur. 1969 w Świdnicy) – polska pisarka.
Iwona Matuszkiewicz jest absolwentką filologii polskiej i podyplomowego studium dla nauczycieli języka angielskiego na Uniwersytecie Wrocławskim. W lutym 2023 obroniła doktorat (dysertację) na Wydziale Filozoficznym Uniwersytetu Karola w Pradze z zakresu komparatystyki literackiej (porównania) aspektów krajobrazu w literaturze środkowoeuropejskiej, głównie czeskiej (Jaroslav Durych, Jiří Langer, Ivan Olbracht, Josef Váchal) i polskiej (Stanisław Vincenz). Obecnie kontynuuje kolejne studia doktoranckie na Uniwersytecie Palackiego w Ołomuńcu; w obszarze literatury czeskiej (praca o twórczości Václava Vokolka).
Publikowała wiersze, prozę, recenzje i utwory publicystyczne w antologiach w Polsce i w Czechach oraz w prasie lokalnej i czasopismach („Fraza”, „Nowa Szkoła”, „Stronica Śnieżnicka”). Jest również autorką artykułów naukowych dotyczących koncepcji krajobrazu u polskich i czeskich pisarzy (m.in. Václav Vokolek, Henryk Waniek). Uczestniczka Międzynarodowych Dni Poezji w Broumovie.

## Prywatnie
Jest żoną Antoniego Matuszkiewicza. Od 2008 mieszka w Martínkovicach w Czechach. Jest nauczycielką języka angielskiego i polskiego w Gimnazjum w Broumovie.

## Twórczość
Książki
- 2003 Gaguły (ze wstępem Olgi Tokarczuk)
- 2023 Tańczący dom w serii Biblioteka „Frazy”
- Poetyka zamieszkiwania Stanisława Vincenza (książka naukowa w przygotowaniu)

Pisma
- Bohemian story, proza, „Fraza”, nr 4 (2019), s. 116–133

Artykuły naukowe
- Krajobraz a historia. Uwagi na marginesie dzieł Stanisława Vincenza i Josefa Váchala, „Fraza” 2018, nr 2 (100)
- Poetyka zamieszkiwania Stanisława Vincenza, „Fraza” 2019, nr 1–2 (103–104)
- Powinowactwa przestrzenne z tetralogią Stanisława Vincenza w literaturze czeskiej okresu międzywojennego, „Fraza” 2020, nr 1–2 (107–108)
- Las Hercyński, „Fraza” 2021, nr 1–2 (111–112)
- Dystopie (środkowo)europejskie a czeska literatura popularna – powieść Martina Klusoňa «Prasopolis», „Fraza” 2023, nr 1–2 (117–118)[6]

Antologie
- Cień serca[7], Świdnica 1995
- imiona istnienia[8], Wrocław 1997, ISBN 83-87104-06-X.
- Almanach wałbrzyski. Literatura. Fotografia[9], Wałbrzych 1997, ISBN 83-906776-4-4.
- Czas opowiadania[10], Wrocław 1998 ISBN 83-87104-18-3.
- Den Poezie, Broumov 2000[11]
- Den Poezie, Broumov 2001, ISBN 80-238-7633-3.
- Dny poezie Broumov 2003, ISBN 80-239-1488-X.
- Páté Dny poezie Broumov 2004 ISBN 80-239-3526-7.
- Co jest za tą górą / Co je za tou horou[12], 2006, ISBN 978-83-60923-02-3.
- 8. Dny poezie v Broumově, 2007, ISBN 978-80-254-0211-5.
- Slovo pady, 9 Dni Poezji, Broumov 2008, ISBN 978-80-254-2764-4.
- Zrníčka pro Pegasa, Broumov, 2009, ISBN 978-80-254-4672-0.
- Desetkrát vzlétl Pegas nad Broumovem[13], 2009, ISBN 978-80-254-4670-6.
- Na dně moře verš, 11 Dni Poezji, Broumov 2010, ISBN 978-80-254-7983-4.
- Na prahu podzimu, 12 Dni Poezji, Broumov 2011, ISBN 978-80-260-0435-6.
- Čas barevného listí, 13 Dni Poezji, Broumov 2012, ISBN 978-80-260-3090-4.
- Do ticha skal, 14 Dni Poezji, Broumov 2013, ISBN 978-80-905431-4-0.
- Údolí slov, 15 Dni Poezji, Broumov 2014, ISBN 978-80-88040-00-2.
- Na křídlech, 16 Dni Poezji, Broumov 2015, ISBN 978-80-88040-09-5.
- Oblaka nad krajinou, 17 Dni Poezji, Broumov 2016, ISBN 978-80-88040-16-3.
- Barevná archa slov, 19 Dni Poezji, Broumov 2018, ISBN 978-80-88040-38-5.
- Na křídlech slov, 20 Dni Poezji, Broumov 2019, ISBN 978-80-88040-47-7.
- Pod potemnělou oblohou, 21 Dni Poezji, Broumov 2020[14]
- Cesty, 22 Dni Poezji, Broumov 2021, ISBN 978-80-88040-70-5.
- Světlo a stín, 24 Dni Poezji, Broumov 2023, ISBN 978-80-88040-90-3